# Martín Barrios
Martín Barrios Santos (ur. 24 stycznia 1999 w Montevideo) – urugwajski piłkarz występujący na pozycji środkowego pomocnika, od 2024 roku zawodnik argentyńskiego Racing Clubu.